# Premier corps de pilotes militaires féminins
Le Premier corps de pilotes militaires féminins est créé par décret du 27 mai 1940, juste avant la défaite de juin 1940, il est supprimé après l'armistice, le 1er septembre 1940. À la Libération, Charles Tillon, nommé ministre de l'Air dans le premier gouvernement Charles de Gaulle le  9 septembre 1944, recréée le corps féminin de pilotes auxiliaires le 9 septembre 1944. Ce corps est dissous dans les premiers mois de 1946, et ce n'est qu'en 1976 que l'Armée de l'air recommence le recrutement de pilotes féminins.

## Création
Pendant la Seconde Guerre mondiale, les pilotes féminins ont fait partie à différents titres des forces armées de quelques pays belligérants : comme pilotes de transport dans l'ATA au Royaume-Uni,  et dans le WASP aux États-Unis. L'Union soviétique, quant à elle, avait trois régiments de l'air au départ exclusivement féminins, créés par Marina Raskova.
En France, Albert Lebrun autorise le recrutement de « 100 pilotes auxiliaires féminins, chargés de convoyer des avions de faible puissance en service dans les écoles de pilotage et les centres d'instruction ». Le décret du 27 mai 1940 définit le statut des pilotes auxiliaires féminins de l'armée de l'air, qui sont traitées financièrement comme des sous-lieutenants, mais qui tout en devant avoir effectué 100 heures de vol et se soumettre aux contraintes militaires, n'ont ni grade, ni rang dans la hiérarchie militaire (ce qui provoque la colère de d'Hélène Terré, qui reproche à l'armée d'être « une vieille carcasse figée dans son passé, glorieux, certes, mais périmée »). Ce corps est toutefois dissous le 1e septembre de la même année. 
Ces exemples à l'étranger amenèrent Charles Tillon à proposer à Charles de Gaulle la création d'une école de pilotage pour les femmes pour laquelle il était prévu que deux cents élèves seraient recrutées. De Gaulle accepta l'idée immédiatement.
Janine Elissetche, ancienne officier de l'Armée de l'air française qui intègrera tardivement le groupe, rappelle que l'idée d'un corps de pilotes féminins revient à Maryse Bastié. 
Cette dernière s'en était ouverte dans la presse dès mai 1939 parlant de la création d'une phalange féminine au sein de l'Armée de l'Air pour aussitôt regretter que l'idée ne fut pas étudiée par le ministère de l'Air.

## Formation
Le premier stage commence en novembre 1944 près de Châteauroux, avec treize femmes (dont certaines quadragénaires qui n'avaient plus volé depuis cinq années) : Andrée Dupeyron , Élisabeth Lion , Yvonne Jourjon , Maryse Bastié, Maryse Hilsz, Paulette Bray-Bouquet , Suzanne Melk , Geneviève Lefebvre-Sellier , Yvette Grollet-Briand, Anne-Marie Imbrecq , Gisèle Gunepin, Françoise Marzellier et Élizabeth Boselli .
Ce sont des « aviatrices de grand renom [qui] seront retenues ». « Toutes titulaires dans l’entre-deux guerres d’un brevet civil, ces aviatrices de grand renom sont vite désignées par des sobriquets comme les « 13 Amazones de l’air » ou encore les « 13 Grâces » ». Le groupe est rapidement divisé : Bastié  et Hilsz  sont affectées dans deux autres groupes, et cinq élèves sont envoyées au Maroc à l'école de Kasba Tadla (Paulette Bray-Bouquet, Andrée Dupeyron, Gisèle Gunepin, Élisabeth Lion et Yvonne Jourjon), les autres sont envoyées à la base de Tours.
L'automne suivant, six autres jeunes femmes d'une vingtaine d'années (Janine Elissetche, Paulette Desamere, Évelyne Boisnard, Suzanne Millet , Colette Favret, « l’Ange », et Denise Gaudineau) sont recrutées et commencent leur stage à Tours.
La mort de Maryse Hilsz le 30 janvier 1946 entraîne la fin de cette expérience : trois semaines plus tard,  sans explication, les élèves sont renvoyées. Il n'y a pas de cérémonie de remise de diplômes pour les élèves du premier groupe : des gendarmes leur apportent à domicile leurs brevets de pilote militaire. Toutes— à l'exception notoire de Maryse Bastié qui travaille dans l'Armée de l'air jusqu'à sa mort en 1952 — refusent les postes qui leur sont proposés dans des fonctions administratives ou de secrétariat, au motif qu'elles le vivraient plutôt comme une sanction.